# Wilhelm Killing
Pour les articles homonymes, voir Killing.
Wilhelm Karl Joseph Killing (10 mai 1847 – 11 février 1923) est un mathématicien allemand connu pour ses nombreuses contributions aux théories des algèbres de Lie et des groupes de Lie et à la géométrie non euclidienne.

## Biographie
Le père de Killing fut d'abord greffier avant d'exercer les charges de bourgmestre, ce qui amena la famille à déménager à de nombreuses reprises. Killing fut d'abord élève au lycée de Brilon, où il reçut une formation poussée en lettres classiques, tout en découvrant par un de ses professeurs sa passion pour la géometrie. Il s'inscrivit en mathématiques en 1865/66 à l’Université de Münster, où il approfondit lui-même ses connaissances par l'étude des œuvres de Plücker, de Hesse et des Disquisitiones arithmeticae de Gauss, puis étudia en 1867-68 à Berlin sous la direction de Kummer, de Hermann von Helmholtz et de Karl Weierstrass. Killing s'affilia à l'association catholique étudiante KDStV Sauerlandia Münster (de). Il sera par la suite membre d'honneur de l'association catholique VKDSt Saxonia Münster (de). Au mois de mars 1872, Killing, sous la direction de Weierstrass, soutint sa thèse de doctorat, consacrée aux faisceaux de deuxième ordre des surfaces sur les applications à la théorie des surfaces de la notion de diviseurs élémentaires d'une matrice.
De 1873 à 1878 il enseigna dans deux lycées différents de Berlin (Friedrichswerder et l'Institution catholique Sainte-Hedwige), puis il reçut une offre de poste de son lycée de Brilon et à partir de 1882 il exerça (grâce à une lettre de recommandation de Weierstrass) comme professeur de mathématiques au lycée Hosianum de Braunsberg, dont il devint le proviseur. Au cours de ces années de professeur de lycée (après 1880), il trouva déjà le temps de publier (malgré son isolement du monde des mathématiques et une charge d'enseignement accablante, puisque outre les mathématiques il enseignait le latin et le grec ancien) sur les géométries non-euclidiennes en dimension quelconque. Son essai Approche analytique des espaces non-euclidiens parut en 1885. La même année il fut élu membre de la Leopoldina.
En 1892, il obtint un poste de professeur à l’Université de Münster, dont il sera le recteur en 1897 et 1898. Killing était profondément catholique et à l'âge de 39 ans, il décida avec sa femme Anna de rejoindre le Tiers-Ordre des Franciscains. Il s'était marié en 1875, eut deux filles et quatre fils, lesquels cependant moururent avant lui (deux de mort infantile ; le troisième en 1910, alors qu'il préparait son habilitation en musicologie, le quatrième mort au front en 1918).
C'est au cours de ses recherches sur les espaces non-euclidiens que Killing découvrit l’algèbre de Lie, indépendamment de Sophus Lie (ce dernier avait pressenti ces structures en 1870 en étudiant les effets des changements de variable dans les équations différentielles), et il entreprit leur classification par référence à des espaces non-euclidiens. Pour sa classification des algèbres de Lie (des réels semi-simples), il introduisit les notions de sous-algèbres de Cartan, de matrice de Cartan et l'idée du système de racines. Il publia ses premières recherches dans le Jahrbuch de 1884 du Lycée Hosianum. Il en adressa une copie à Felix Klein, qui l'informa des travaux parallèles du Suédois Lie. Killing écrivit donc à son tour à Sophus Lie, qui ne lui répondit qu'après plusieurs relances (où Killing assurait son correspondant qu'il ne s'intéressait qu'à l'aspect géométrique de la question), et seulement par l'envoi de tirés à part de ses propres articles. Il entra ainsi en contact avec un assistant de Lie, Friedrich Engel, et à partir de 1885 entretint une correspondance suivie avec ce dernier. Engel lui fit part de leurs derniers travaux, et Killing développa les principes de sa classification dans une série de quatre articles parus dans les Mathematische Annalen entre 1888 et 1890 (Vue d'ensemble des groupes finis de transformations continues). C'est à cette occasion qu'en mai 1887 il découvrit les algèbres de Lie singulières.
Avec sa classification des algèbres de Lie, Killing amorçait l'un des premiers programmes de classification des algèbres (vers la fin du XIXe siècle, il parut plusieurs résultats sur la classification des algèbres et de groupes). Sa classification des algèbres de Lie resta longtemps dans l'ombre de la thèse d'Elie Cartan (postérieure, puisqu'elle date de 1894), lequel simplifia, compléta et généralisa la classification de Killing, par ex. pour la représentation explicite des groupes de Lie singuliers, mais qui dans ses publications se référait exclusivement à Killing. En 1900, Killing fut récompensé, après Sophus Lie, du Prix Lobatchevski.